# 李原乡
李原乡，是中华人民共和国河南省商丘市柘城县下辖的一个乡镇级行政单位。

## 行政区划
李原乡下辖以下地区：
李原村、后营村、位桥村、大胡村、苏庄村、朱刘村、闫口村、姚楼村、方庄村、王瑞元村、尹庄村、大陈村、前彭村、郑寨村、丁口村、赵楼村、刘菜村、侯楼村、庙东村、鲁庄村和柳庄村。